# Guilly (Loiret)
Guilly je francouzská obec v departementu Loiret v regionu Centre-Val de Loire. V roce 2012 zde žilo 665 obyvatel.

## Sousední obce
Germigny-des-Prés, Neuvy-en-Sullias, Saint-Benoît-sur-Loire, Sigloy, Sully-sur-Loire, Viglain

## Vývoj počtu obyvatel
Počet obyvatel 